# バリー・バリッシュ
バリー・クラーク・バリッシュ（Barry Clark Barish、1936年1月27日 - ）は、アメリカ合衆国の実験物理学者。カリフォルニア工科大学名誉教授「Linde Professor of Physics」。重力波研究の第一人者である。
2017年、キップ・ソーン、レイナー・ワイスと共に、『LIGO検出器および重力波の観測への決定的な貢献』が認められノーベル物理学賞を受賞した。

## 生い立ち
ネブラスカ州オマハで、母親リー（Lee）と父親ハロルド（Harold Barish）の子として生まれた。彼の両親の家族は、現在のベラルーシにあたるポーランドからのユダヤ人移民である。彼はカリフォルニア南部で育ち、ロサンゼルスの高校に通った。カリフォルニア大学バークレー校で物理学学士（1957年）と実験的高エネルギー物理学のPh.D（1962年）を取得した。
1963年、国立研究所でフロンティア粒子加速器を使用した粒子物理学の新しい実験の一環としてCaltechに参加した。

## 研究
1980年代、磁気単極子と呼ばれるエキゾチック粒子と貫通してくる宇宙線の研究を行うイタリアの洞窟に有ったグラン・サッソ国立研究所のen:Monopole, Astrophysics and Cosmic Ray Observatoryを監督した。
1990年代初頭には、超伝導超大型加速器のGEM (Gammas, Electrons, Muons) 検出器計画の最前線で広報担当をしていた。
1991年、Caltechで Maxine and Ronald Linde Professor of Physic に任命された。
1994年、レーザー干渉計重力波観測所 LIGOの主任研究員となり、1997年にはディレクターとなった。
2001年から2002年まで、アメリカのための長期計画を建てた高エネルギー物理学諮問委員会のサブ委員会の共同議長を務めた。
2005から2013年まで、超高エネルギー電子・陽電子の衝突実験用粒子加速装置計画 「国際リニアコライダー」設計のための組織
Global Design Effortのディレクターを務めた。

## 受賞歴
- 2002年 - Klopsteg Memorial Award
- 2016年 - American Ingenuity Award
- 2017年 - Enrico Fermi Prize（イタリア物理学会）
- 2017年 - ヘンリー・ドレイパー・メダル
- 2017年 - アストゥリアス皇太子賞
- 2017年 - ノーベル物理学賞
- 2023年 - アメリカ国家科学賞

## 科学アカデミー会員
- アメリカ芸術科学アカデミー（AAAS）
- 全米科学アカデミー（NAS）
- 国家科学委員会（NSB）
- アメリカ物理学会フェロー、2008年副会長、2011年会長
- アメリカ科学振興協会フェロー（AAAS）
- 2019年 - 王立協会外国人会員